# عبد الله محمد العتيبي
عبد الله محمّد العتيبي (1942 - 15 يناير 1995) أكاديمي أدبي وكاتب وشاعر كويتي. ولد في مدينة الكويت. حصل على شهادة الدكتوراه من كليّة دار العلوم في جامعة القاهرة ، عام 1977. عمل في التدريس الجامعي في جامعة الكويت ، معيدًا فأستاذًا مساعدًا فرئيسًا لقسم اللغة العربية، ثم عميدًا لكلية الآداب. توفي في مسقط رأسه.

## مسيرة حياته
ولد الأديب الشاعر عبد الله محمد العتيبي في (الكويت) عام 1942 ، أتم تعليمه الأولي في مدارس الكويت، وأكمل جميع مراحل الدراسة الجامعية في جامعة القاهرة ، حيث حصل على ليسانس لغة عربية وآدابها من كلية دار العلوم عام 1970 ، وفي عام 1974 حصل على الماجستير في الأدب العربي كلية دار العلوم - جامعة القاهرة - وعنوان الرسالة «شعر السلم في العصر الجاهلي» ، وفي عام 1977 حصل على الدكتوراه في الأدب العربي كلية دار العلوم - جامعة القاهرة بمرتبة الشرف الأولى، وعنوان الرسالة «الحرب والسلم في الشعر العربي من صدر الإسلام إلى نهاية العصر الأموي». عمل أستاذاً مساعداً في قسم اللغة العربية وآدابها - جامعة الكويت.

## مناصبه
- رئيس قسم اللغة العربية
- عميداً مساعداً
- عميداً لكلية الآداب جامعة الكويت
- نائب رئيس مجلس إدارة وكالة الأنباء الكويتية «كونا»
- عضو اللجنة العليا للمعاهد الفنية.
- عضو رابطة الأدباء في الكويت
- الأمين العام لها.
- عضو المجلس الوطني للثقافة والفنون والآداب.
- عضو لجنة جوائز الدولة.
- اشترك في معظم الأسابيع الثقافية الكويتية في بعض البلدان العربية.
- شارك وساهم في معظم المؤتمرات، والأنشطة الثقافية، والأمسيات الشعرية داخل الكويت وخارجها.

## مؤلفاته
من دواوينه الشعرية
- مزار الحلم، 1989
- طائر البشرى، 1993

أوبريتات:
- ميلاد أمّة
- أنا الكويت، 1991
- أهل الكويت
- قلادة الصابرين، 1994
- عاش الكويت، 1995

وله عدة ملاحم، منها:
- صدى التاريخ
- مواكب الفداء
- الخطوة المباركة
- حديث السور
- قوافل الأيّام
- أنا الآتي
- الزمان العربي

الدراسات:
- الحرب والسلم في الشعر العربي
- عبد الله سنان
- معجم الشعر الكويتي المعاصر
- بحوث علمية فقهية حديثية
- المختصر المفيد في عقيدة التوحيد
- نفح العبير من دروس الجامع الكبير